# 稲武夏焼温泉
稲武夏焼温泉（いなぶなつやけおんせん）は、愛知県豊田市（旧国：三河国）にある温泉。奥三河の秘湯として知られる。

## 泉質
- 重曹泉
  - 源泉温度：13℃

## 温泉街
国道153号（飯田街道）と国道257号（美濃街道）が交叉する稲武市街に2、3軒の旅館が点在するのみ。保養向けの温泉で、大岩風呂が名物。

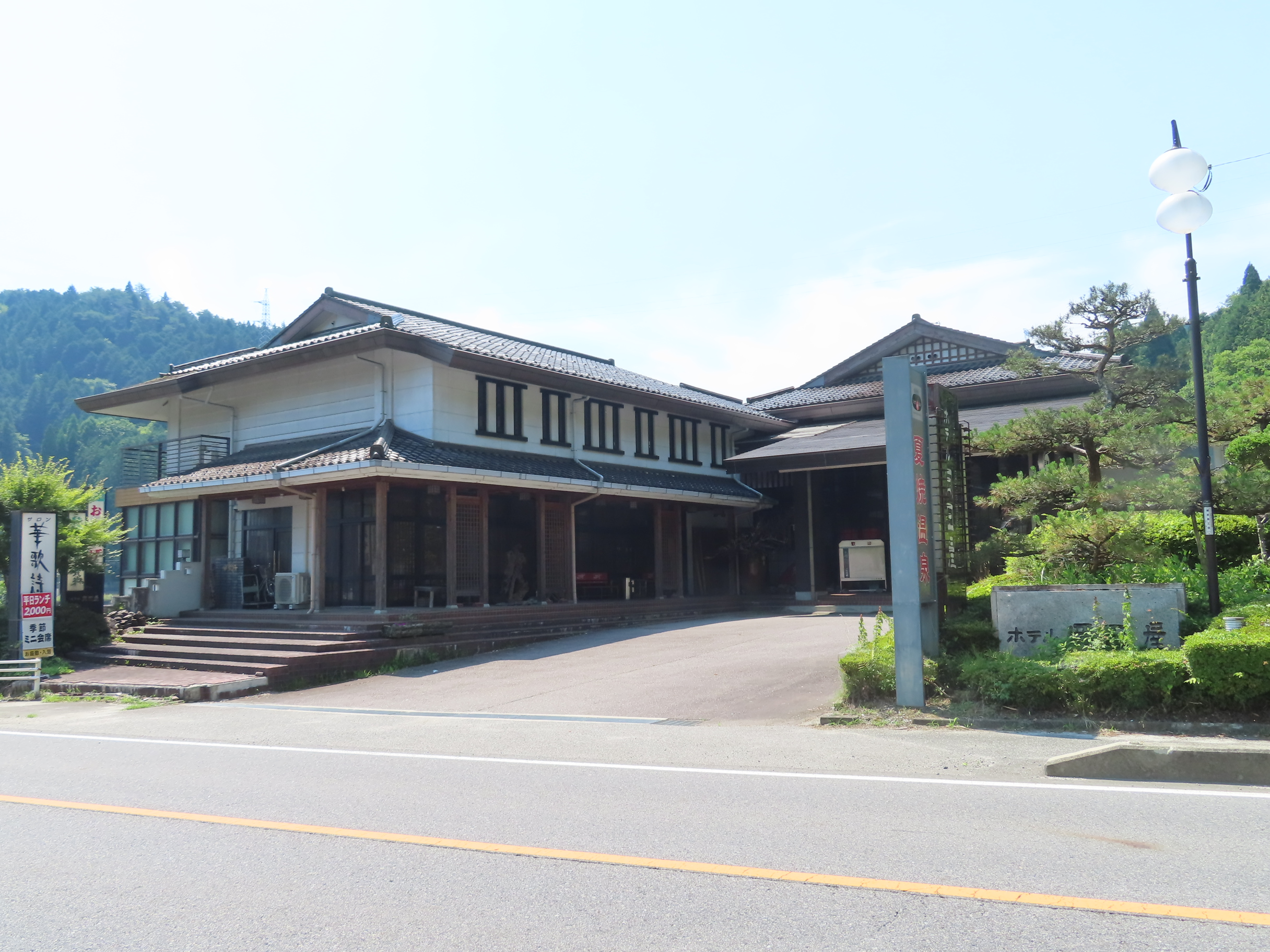
ホテル岡田屋

## 歴史
夏焼温泉は元々湧出していた天然温泉だが、その後ボーリングによって湯を得た稲武温泉と合体して稲武夏焼温泉と呼ばれるようになった。

## アクセス
鉄道
名鉄三河線・豊田線 豊田市駅下車、とよたおいでんバス（路線バス）で約95分。
自家用車
豊田市中心部から国道153号（飯田街道）を飯田市方面へ約60分。道の駅どんぐりの里いなぶとはトンネルを挟んだ反対側に位置する。